# Ђорђе Стратимировић (генерал)
Ђорђе Стратимировић (Нови Сад, 7. фебруар 1822 — Беч, 15. децембар 1908) био је командант српске војске у револуцији 1848. године. Потиче из угледне велепоседничке породице Стратимировић из Кулпина.

## Биографија

### Детињство и младост
Рођен је у Новом Саду 7/19. фебруара 1822. године, од оца Василија кулпинског велепоседника и мајке Јулијане, рођ. Петровић из Новог Сада. Oтaц Василијe биo je брат митрополита Стевана Стратимировића.
 Мајка је била кћи новосадског сенатора Јована Петровића. Прве поуке је примио у родитељској кући од свештеника кулпинског Рохоњија, Словака. Васпитач му је био и књижевник Милован Видаковић. Нижу лутеранску гимназију је завршио у Новом Врбасу (1832−1836), а затим провео годину (као припрему) у кадетском корпусу тзв. „Математици“ у Тителу. Више војничко образовање стиче на Инжињерској (војној) академији у Бечу, између 1837−1841. године.
Оженио се као млади племић Мајом племенитом Закином Бајшанском, која је умрла 1848. Поново се венчао 28. априла 1854. године у Бечу са Албином плем. Бековом. Био је венчани кум професорa Aлександрa Cандићa.

### Служба у војсци (1841−1843. и 1849−1863)
Ђорђе Стратимировић је после школовања на Војној академији 1841. године постао хусарски потпоручник и служио у Милану, Павији и другим италијанским местима. Из личних разлога одрекао се 1843. године војне службе и настанио се у Кулпину, код својих родитеља.
Поново је ступио у аустријску војску после слома револуције 1849. године и од чина коњичког потпуковника дошао до чина генерал-мајора. У неколико махова је вршио поверљиве дипломатске мисије за Аустрију у Црној Гори, на Крфу, у Епиру, Србији и Италији. Пензионисан је 1859, а државну службу је сасвим напустио 1863. године.

### Учешће у револуцији 1848−1849.
По повратку у Кулпин 1843. године, Стратимировић се као земљопоседник бавио економијом и изучавао правне науке али их није завршио. Активирао се у друштву и стекао место и углед. Идиличан живот племића прекинула је бурна Мађарска револуција 1848. године.
Почетак револуције је Стратимировића затекао у Новом Саду. Избио је на чело српског покрета када се као члан новосадске депутације сукобио са Лајошом Кошутом на Угарском сабору у Пожуну у априлу 1848. године. Кошут је био национални вођа Мађара и признавао једино мађарску политичку нацију, а Стратимировић је тражио аутономију за Србе у оквиру Угарске. На Мајској скупштини у Сремским Карловцима, где је заступао Кулпин, изабран је за председника Главног одбора народа српског који је требало да руководи устанком. Постаје он као поручник у оставци, „војни вођа“ побуњених Срба у Војводини. Радио је на стварању српских војних логора и организацији српске народне војске. Током мађарско-српског рата однео је као војни командант много победа. До доласка војводе Стевана Шупљикца у септембру 1848. водио је све војне послове и био централна личност српског покрета. Стојећи на челу напредних, демократских и антиаустријски расположених кругова у српском грађанству, долази у сукоб са патријархом Јосифом Рајачићем „управником народа“. Патријарх је искористио неке неуспехе српских војних снага да га смени са положаја врховног војног заповедника. Победом контрареволуционарне и конзервативне струје, с Рајачићем на челу, Стратимировићева војна и политичка улога у другом раздобљу покрета била је мање значајна, означена често жестоким споровима са Рајачићем. Главнокомандујући српске народне војске после Шупљиковчеве изненадне смрти постао је аустријски човек - Фердинанд Мајерхофер, а потом и аустријски генерал Србин, Кузман Тодоровић.

### Политичка делатност после револуције
Након слома револуције и поновне војне и државне службе, Стратимировић је и даље деловао политички, бавио се писањем и новинарством. Два пута је био посланик у Државном Угарском сабору у Пожуну. Шест година је у народно-црквеном сабору заступао град Велики Бечкерек, где је изабран.
У каснијим годинама, нарочито после Аустро-угарске нагодбе 1867. године, Стратимировић се окренуо конзервативно-клерикалној струји мећу Србима у Угарској, сврставајући се уз патријарха и црквену хијерархију и противећи се Милетићевим народњацима, којима је пребацивао да екстремним захтевима доводе српске политичке и црквено-народне интересе у опасност. Но покушаји да покрене сопствену странку и лист нису наишли на подршку нити у српском јавном мњењу нити међу угарским властима.
Многе Стратимировићеве политичке акције, нарочито веза са мађарском емиграцијом из шездесетих година, односно са чешким политичарима, конспиративне акције у вези с решењем Источног питања, као и сарадња са двором у Бечу, још нису довољно расветљене.
Од 1873. године станује у Новом Саду. У српско-турском рату 1875. године ставио се на располагање српској влади, али је осумњичен да ради за интересе Аустрије, па је морао напустити Србију.
После 1877. године повукао се из јавног живота и преселио у Беч, где је живео повучено све до своје смрти 15. децембра 1908. године.
Написао је аутобиографију која је изашла на српском и немачком језику, што је објавио његов син Ђорђе 1913. године. Након 113 година од смрти и сахране у Бечу 1908. године, кости су му пренесене у Сремске Карловце и сахрањене у манастиру Ваведења у С. Карловцима, 27. септембра 2021. 21. фебруара 2022. добио је спомен-плочу и улицу у Београду, поводом 200 година од његовог рођења. Спомен плоча се налази у улици њему посвећеној, а та улица је у насељу Београд на води, од старе поште на Савском тргу до Куле Београд.

## Други о њему
Његош га у писму од 8. новембра 1848, са Цетиња, назива српским младим витезом. Том приликом му је послао Обилића медаљу и у писму, поред осталога, записао: … Ово је лик Обилића, лик највећега јунака који се досад на земљи појавио. Каквим се знаком могу толико дичити српски родољупци - витезови, колико овим? Он је јединствена бојна награда твоје сабраће у соколовом гнијезду. Који би знак на твоја јуначка прса љепше пристао од овога? Прими га, дакле, с оном искреношћу и усхићењем с којим ти га шаље с најусрднијим братским поздравом. Владика црногорски П. П. Његош Игњат Брлић у писму из Темишвара, од 28. новембра 1860, свом брату Андрији је о Ђорђу Стратимировићу записао: Не држим за добро што је Стратимировић у Загреб отишао, он данас нема код Србаља никакве странке и никака уплива, што га држе за царског смутљивца.

## Одликовања
Био је носилац великог броја високих одликовања Кнежевине Србије, Кнежевине Црне Горе, Руске Империје и Аустроугарске, као што су:
- Орден Таковског крста
- Обилића медаља[17]
- Орден књаза Данила I
- Императорски Орден Свете Ане
- Императорски Орден Светог Равноапостолног кнеза Владимира са мачевима
- Царски орден Леополда
- Ратна медаља 1873.
- Медаља за војне заслуге

## Наслеђе

### ОдликовањеКрст вожда Ђорђа Стратимировића
Пензионисани професор Иван Стратимировић, потомак генерала Ђорђа С., 20. октобра 2021, уручио је одликовање Крст Вожда Ђорђа Стратимировића владици бачком Иринеју Буловићу, у име породице Пл. Стратимировића. И митрополит црногорско-приморски Јоаникије Мићовић је примио исто одликовање, 17. новембра 2021. у Цетињском манастиру. Крст Вожда Ђорђа С. му је уручио најстарији члан породице Стратимировић, Иван, праунук генерала Ђорђа. Феђа Димовић, један од оснивача Београдског синдиката је 2022. одликован овим орденом, као и академик Матија Бећковић, 12. фебруара исте године. 17. фебруара 2022. је одликован свештеник Јован Пламенац из Бара. Одликован је и Горан Весић, 21. фебруара 2022.

## Дела
- , Беч 1856.
- Успомене генерала Ђорђа Стратимировића, Беч-Загреб-Лајпциг 1913. Ново издање: Успомене, приредио Жарко Димић, Нови Сад 2013.

## Галерија
- Фотографија гроба Ђорђа Стратимировића у порти свете обитељи Ваведења у Сремским Карловцима
- Споменик на гробу
- Табла са називом улице, Београд на води
- Спомен плоча у улици њему посвећеној у Београду
- Улица Ђорђа Стратимировића у Београду